# Kostel svaté Kateřiny Alexandrijské (Stráž nad Nisou)
Kostel svaté Kateřiny Alexandrijské ve Stráži nad Nisou je římskokatolický farní kostel litoměřické diecéze. Dnešní jednolodní barokní sakrální stavba je z roku 1728. Od roku 1966 je kostel chráněn jako kulturní památka.

## Historie

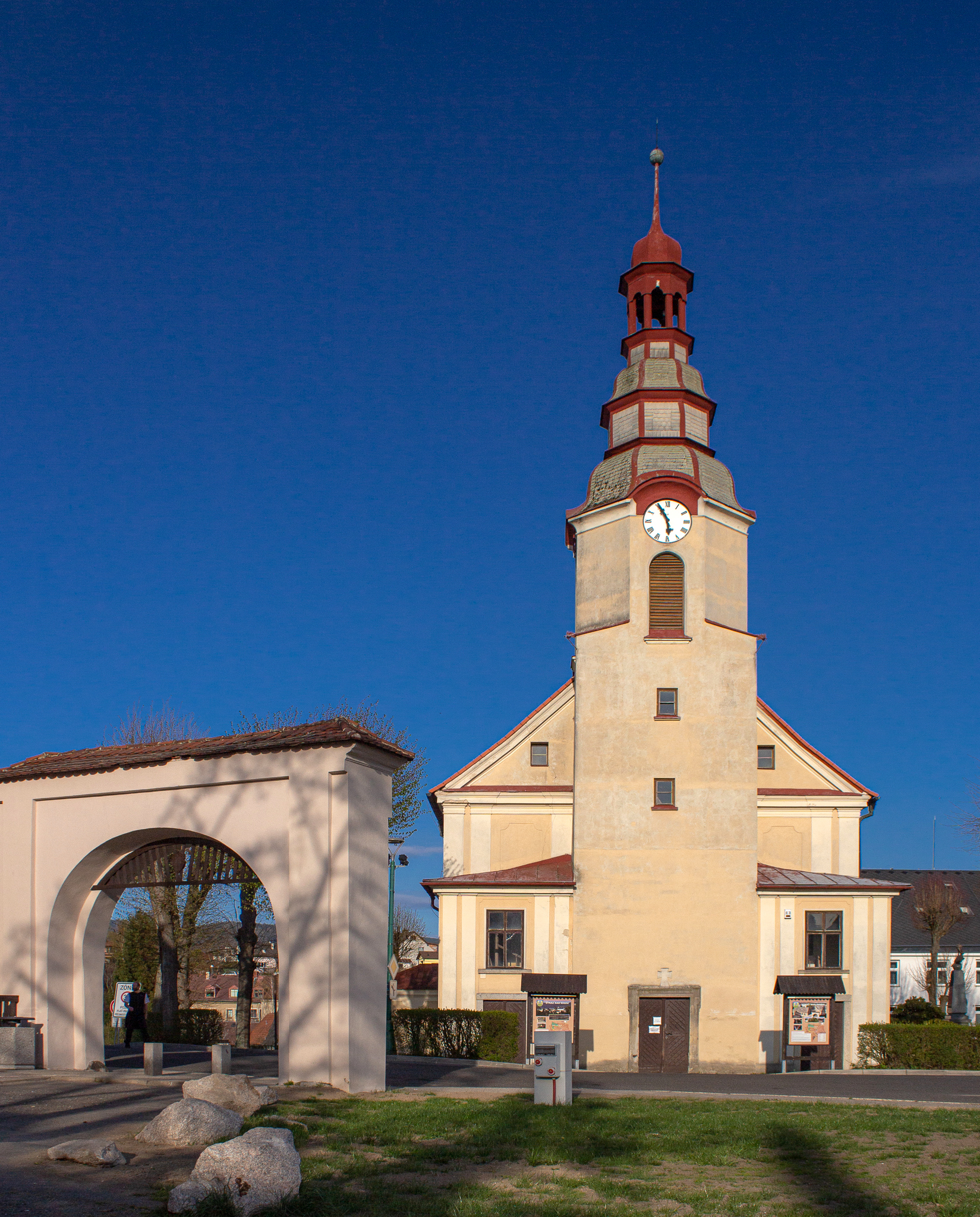
Věž kostela

V místě stál nejdříve asi dřevěný kostel. Dochovala se jen zpráva o zvonu tohoto kostela, jinak o tomto prvním kostele není známo více. Ten byl v roce 1599 nahrazen renesančním luteránským kostelem. Po roce 1627 se vrchnost snažila obec postupně rekatolizovat. Ovšem ještě roku 1650 zde ale nebyl ani jediný katolík. Roku 1671 byl kostel opraven, jak o tom svědčí datum v korouhvičce věže. V letech 1727–1728 došlo v rámci vlny oprav kostelů na gallasovských panstvích ke zboření staré stavby s výjimkou věže, ke které byl přistavěn nový jednolodní barokní kostel. Ten byl vybaven bohatým vnitřním zařízením, část z něj pochází z původní stavby, např. kazatelna z roku 1686. Drobné úpravy v letech 1856–1859. V roce 1873 byl kostel rozšířen o levou hudební kruchtu, ale podstata objektu zůstala zachována.

## Architektura

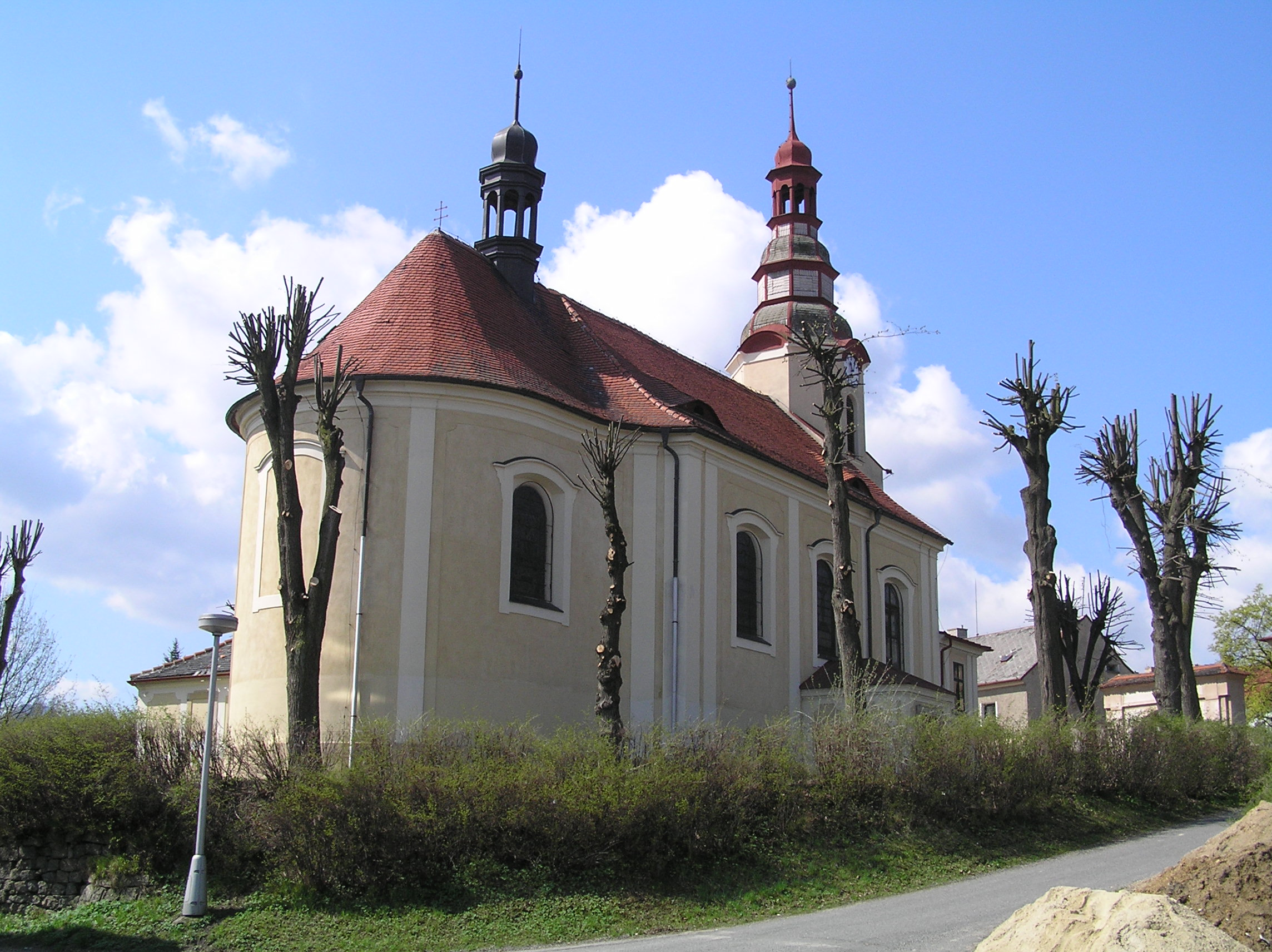
Závěr kostela ve Stráži nad Nisou

Kostel je obdélný, sálový s polokruhovým presbytářem se sakristií po jižní straně a se západní hranolovou, nahoře polygonální věží, která je krytá dvojí cibulovou bání. Po stranách věže jsou dvě kruchty. Vnějšek kostela je hladký. Ve Stráži nad Nisou (německy Habendorfu) proběhla večer 23. června 1866 první potyčka prusko-rakouské války, která si vyžádala i prvního padlého tohoto konfliktu: setníka Emericha Bertu z uherského městečka Ladany, jehož památku připomíná pamětní deska na jižní stěně kostelní lodi. V jihovýchodním koutě náměstí jižně od kostela se nachází pomník a kříž v místě, kde Emerich Berta zahynul.
V lodi je valená klenba s lunetami a zrcadly (mírně vyhloubenými plochami na stropě). V kněžišti jsou radiální výseče. Kruchta je dřevěná trojramenná. Je zdobená na poprsni šestnácti na plátně malovanými výjevy ze života Krista a Panny Marie, které pochází z roku 1857.

## Zařízení

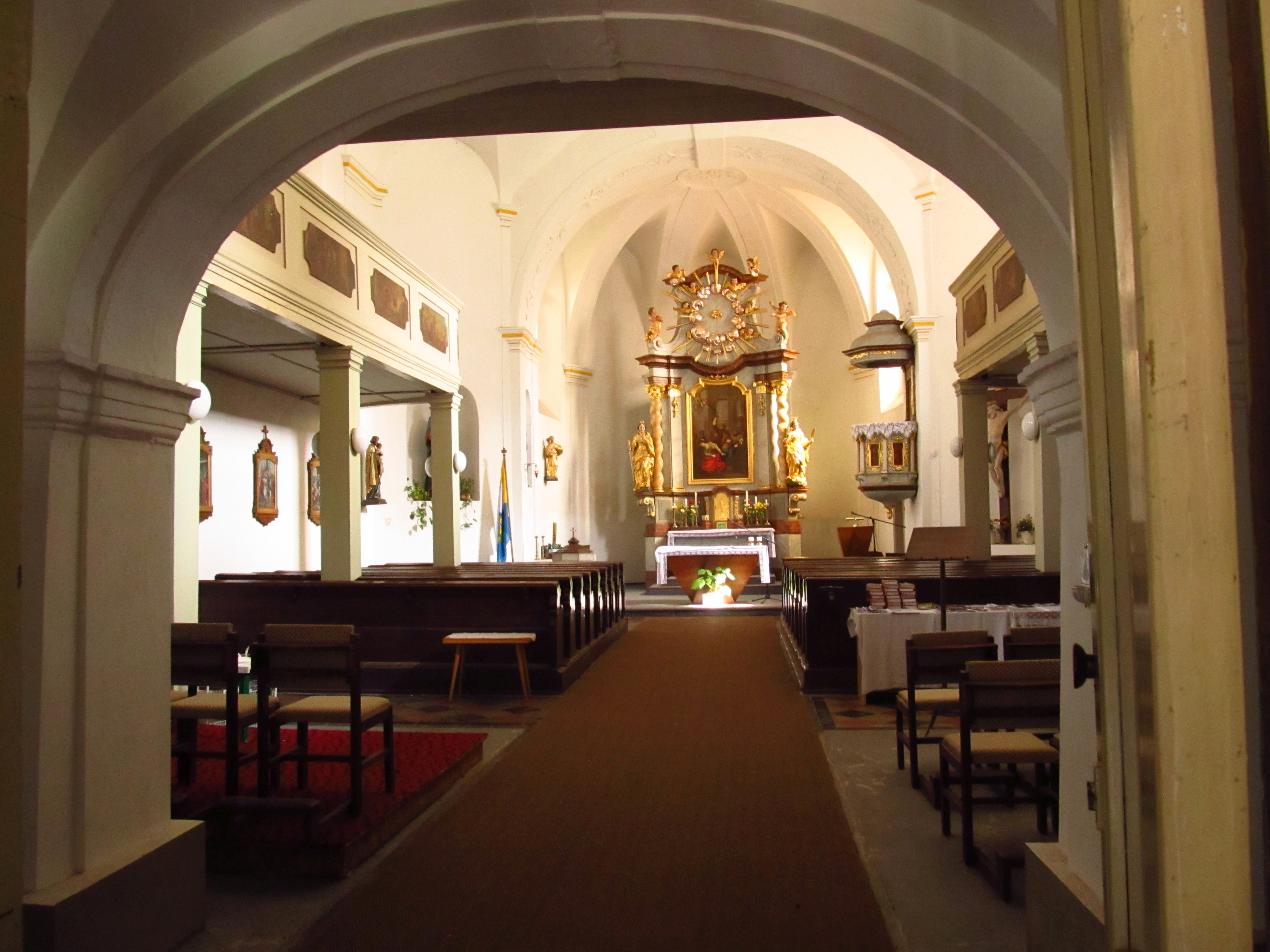
Interiér kostela

Zařízení pochází z různých časových období. Hlavní oltář je z období kolem roku 1728. Je barokní, portálový a sloupový. Dva boční oltáře jsou z roku 1857. Jedná se o klasicistní, hladké, sloupové oltáře s obrazy Immaculaty a sv. Josefa od J. Maschka z Rychnova z roku 1892. Kazatelna je raně barokní z roku 1686 od truhláře J. Posselta. Je šestiboká s nárožními sloupky a s pěti obrazy z období vzniku kazatelny čtyř evangelistů a sv. Pavla od Kr. Kaulfersche z Rychnova.

## Varhany
Varhany jsou barokní z roku 1721. Tento nástroj byl v činnosti od 28. září 1721. 20. května 1904 vykonal světící biskup Dr. Wenzel Frind z Prahy biřmování a podrobnou visitaci, kdy ověřil zápisy v knihách včetně kroniky. Krátce po biskupské visitaci bylo rozhodnuto vybavit kostel novými varhanami. Upraveny byly v roce 1873 a 1910. Bylo rozhodnuto přijmout nabídku firmy Heinricha Schiffnera z Prahy, která nabízela postavit varhany za 4 018 Kč. Náklady na stavbu nových varhan byly uhrazeny ze sbírky od dobročinných dárců. 20. listopadu 1904 byly varhany slavnostně vysvěceny a poprvé se naplno rozezněly 27. listopadu 1904. Jde o dvanáctirejstříkový nástroj s pneumatickou trakturou, varhanní skříň je podle návrhu konzervátora Angsta. Od 21. do 23. dubna 1909 byly varhany opravovány, neboť selhaly téměř všechny rejstříky. V dubnu 1916 byly varhany důkladně opraveny, vyčištěny a naladěny stavitelem varhan Johannem Stefanem z Rochlice. V roce 1918 rekvíroval cínové prospektové píšťaly Josef Růžička. Pro zbrojní průmysl byly odebrány nejenom zvony, ale i 27 píšťal z varhan. Ministerstvo války za ně poukázalo farnímu úřadu 513 Kč. Chybějící cínové píšťaly byly po válce objednány u firmy Bratři Riegerové v Krnově za 3 000 Kč. a tak se 5. dubna 1922, o slavnosti Vzkříšení, varhany opět rozezněly v plné síle. V roce 1928, před uspořádáním oslav 25. výročí působení Josefa Thauteho na kůru, byly varhany podrobeny důkladné revizi varhanářskou dílnou. Při čištění Ladislavem Hauserem v tomto roce bylo instalováno elektrické osvětlení hracího stolu a ve dnech 22. a 23. září 1930 vestavěla k varhanům elektrický větrák značky „Ventus“. Skončila tím sice svým způsobem poetická a idylická činnost šlapačů měchů, byla však vyvážena nespornými přednostmi. Měchy jsou díky regulačnímu zařízení plněny rovnoměrně, tím zároveň šetřeny a el. větrák pracuje naprosto bezhlučně. Před Svatodušními svátky roku 1931 provedla firma Schuster z Žitavy různé úpravy varhan. Bylo odstraněno slyšitelné klepání kláves manuálů i pedálů a úpravami skříně byla zpřístupněna regulace traktury.
Více podrobných zpráv o životě strážských varhan zpracovatel obecní a farní kroniky pan Ivan Zajíc již nenašel. Poslední zmínka o varhanách se nachází ve farní kronice kde je psáno: „V roce 1954 nastoupil do Stráže nad Nisou nový administrátor P. Karel Vítek. Tento obětavý kněz věnoval značnou část svých peněz na opravu varhan, které byly na dlouhou dobu zachráněny.“ Od této doby po dnešek dostávaly varhany jen příležitostnou a spíše amatérskou péči. Opravdovou profesionální práci na varhanách vykonával pouze červotoč.
Od měsíce července 2017 započala generální oprava stávajících varhan varhanářem panem Peterem Nožinou z Nahorub. Tato oprava si vyžádá částku převyšující 650 tisíc korun. Obec Stráž nad Nisou přispěla částkou sto tisíc korun, zbývající část musí zainvestovat farnost za svých finančních zdrojů. Varhanní skříň zrestauruje paní Klára Hošková. Nedílnou součástí této opravy je i oprava vnitřního zdiva za varhanami. Dílo bylo dokončeno v červnu 2018, oprava byla vyhodnocena diecézními organology jako velice zdařilá a nástroj je použitelný nejen pro bohoslužby, ale i k menším koncertům.
Z dostupných pramenů zde jako varhanice a varhaníci působili: Luděk Hájek /do roku 1968/, Ivana Zajícová, Jan Záhora, Jaroslav Patočka, Miloslav Dräger, Ing. Naděžda Prosová (roz. Pavlíková) do současnosti.

## Okolí kostela
Západně od kostela stál velký vrchnostenský dvůr, jehož plocha dnes tvoří podstatnou část strážského náměstí. Kromě severního křídla (dnes restaurace) se z něj zachovala barokní brána proti západnímu průčelí kostela z let 1692–1693, která byla přestavěna v roce 1785. Nedaleko kostela je barokní sousoší loučení Krista s Pannou Marií z období kolem roku 1768. Na soklu sousoší jsou reliéfy sv. Veroniky a sv. Jana Nepomuckého.